# Horizontale Integration

Horizontale Integration am Beispiel der Automobilbranche

Die horizontale Integration ist in den Wirtschaftswissenschaften ein Unternehmenszusammenschluss von Unternehmen auf gleicher Verarbeitungs- oder Handelsstufe unter einer einheitlichen Unternehmensführung. Pendant ist die vertikale Integration.

## Allgemeines
Die Hauptgründe horizontaler Integration bei der Beschaffung sind die zunehmende Einkaufsmacht mit der Folge verbesserter Einkaufskonditionen (vor allem niedrigere Einkaufspreise), in der Produktion die Ausnutzung des Gesetzes der Massenproduktion mit der Folge der Fixkostendegression und im Vertrieb die Verbesserung der Marktmacht durch höhere Marktanteile. Die horizontale Integration führt zu einem extern bedingten Unternehmenswachstum, so dass die Betriebsgröße zunimmt, was Größenvorteile, Agglomerationsvorteile und Kostenvorteile mit sich bringt. 

## Landwirtschaft
Eine typische horizontale Integration war der unfreiwillige Zusammenschluss von Bauern, insbesondere Kleinbauern, und deren Produktionsmitteln sowie anderer Beschäftigten zur gemeinschaftlichen Agrarproduktion ab 1952 durch Zwangskollektivierung in der DDR zu landwirtschaftlichen Produktionsgenossenschaften. Ab 1965 entstanden verbindliche Formen der landwirtschaftlichen Kooperationsgemeinschaften. Ähnliche Verhältnisse gab es in der ehemaligen Sowjetunion mit den Kolchosen oder den heutigen Kibbuzzim in Israel.

## Unternehmen
In Unternehmen ist die horizontale Integration Teil des strategischen Managements. Sie kann insbesondere durch Fusionen oder Unternehmenskäufe auf der gleichen Verarbeitungs- oder Handelsstufe erreicht werden. Der Kauf des unmittelbaren Konkurrenten ist stets eine horizontale Integration. Bei Mehrproduktunternehmen kann eine Monopolisierung des Marktes eintreten, wenn eine unbeschränkte horizontale Integration möglich ist. Im Einzelhandel (Discounter, Kaufhäuser, Super- und Verbrauchermärkte) besteht eine starke horizontale Integration im Konzern.
Horizontale Integration ist im Supply-Chain-Management angebracht, wenn die Synergien der Bündelung größer sind als die Vorteile aus isolierter Abwicklung innerhalb der Geschäftsfelder.

## Kommunikation
Die horizontale Integration ist auch eine Art der integrierten Kommunikation, welche die Verbindung der Kommunikationsinstrumente innerhalb einer Handelsstufe (Verbraucher, Unternehmen als Abnehmer, Händler als Absatzmittler, Zulieferer, Öffentlichkeit usw.) bezeichnet. Sie findet auch innerhalb eines Unternehmens oder einer Behörde durch Intranet oder Data Warehouses statt.